# Ferdinand de Saussure
Ferdinand de Saussure (franskt uttal /fɛʁdinɑ̃ də sosyʁ/), född 26 november 1857 i Genève, död 22 februari 1913 i Vufflens-le-Château, var en schweizisk lingvist som räknas som strukturalismens grundare. Han var son till Henri de Saussure.

## Bild, koncept och betydelse
Strukturalismen är en av två huvudinriktningar inom semiotiken. Ett språk finns som både system och som användning. Ett tecken består av två delar, dels ordet/bilden (signifiant) och dels konceptet/idén (signifié). Till exempel ett träd. Ordet "träd" och vad du ser framför dig när du läser ordet bildar ett tecken. De två delarna finns inte var för sig utan existerar bara tillsammans. Däremot är det relationen mellan dem som skapar mening. 
Det finns givetvis inget som säger att ett träd är just ett träd; man hade lika gärna kunnat säga "brugduf". Tecken är godtyckliga. Varje tecken måste sättas in i ett sammanhang för att få betydelse. Ett känt exempel är trafikljusen. Om vi bara ser en röd cirkel är det svårt att veta vad det betyder, men tillsammans med en gul och grön cirkel får det ett sammanhang och en innebörd. Betydelserna av ett tecken är inte huggna i sten utan ändras efter hand, men det är ett sätt att organisera vår omvärld.

## Langue och parole
Saussure delade in språk i två delar. Den första kallade han för langue, vilket är det abstrakta system av grammatik, regler och koder som behövs för att det ska gå att kommunicera. Den andra är parole, själva yttrandena, språkets yta, den yttre manifestationen av langue. Langue ansåg han vara ett socialt system, den del av språket som gick att studera djuplodande och med vetenskaplig precision. Det är hans studier av språket på en sådan strukturell nivå som gjort att han kallas för strukturalist.
En annan tanke hos Saussure var att man bör skilja på diakron och synkron språkforskning. Det diakroniska perspektivet, alltså att man studerade språkens utveckling och genetiska släktskap, dominerade under 1800-talet. Mot detta ställde Saussure vikten av att studera språket som ett system, fungerande vid en viss tidpunkt.
Saussure menade att språket inte kom från Gud utan från gemensamma, outtalade kulturella värderingar. Ingen människa har ett komplett eget språk utan det är något kollektivt. De nämnda trafikljusen måste inte vara just röda, gula och gröna utan vilka färger som helst, men alla måste vara medvetna om det. Tankar är beroende av språk.
Av Saussures publicerade skrifter är Cours de linguistique générale (1916; svenska Kurs i allmän lingvistik) hans mest kända. Det är en samling anteckningar från föreläsningar han höll mellan 1907 och 1911.